# Брайан, Хевергел
Хевергел Брайан (англ. Havergal Brian, имя при рожд. Вильям Брайан, 29 января 1876 — 28 ноября 1972) — английский композитор, известный своими 32 симфониями.

## Биография
Псевдоним Хевергел Вильяма Брайана происходит от фамилии местных авторов церковных гимнов. Брайан родился в Дрисдене, районе города Сток-он-Трент. После окончания учёбы в школе у него возникли проблемы с получением достойной работы, и он сам научился основам музыки. Некоторое время он работал органистом Церкви Одд Роуд в соседнем Чешире. В 1895 он услышал хоровую репетицию «Короля Олафа» Эльгара и стал ярым поклонником этого композитора, современных ему британских композиторов, а также Рихарда Штрауса. Во время посещения музыкальных фестивалей Брайан подружился с композитором Гренвиллем Бантоком (1868—1946).
«Английская сюита» Брайана привлекла в 1907 году внимание Генри Вуда, исполнившего её на Променадных концертах в Лондоне. Произведение имело большой успех, и Брайан сумел заключить контракт на издание и публикацию его оркестровых работ. В дальнейшем карьера Брайна не была столь успешной, что можно объяснить скромностью композитора.
В 1898 году Брайна женился на Элизабет Пристли. В этом браке родилось пять детей. Одного из сыновей назвали Стерндейлом в честь композитора Уильяма Стерндейла Беннетта. В 1907 году произошло событие, необычное для Британии тех лет: местный бизнесмен Герберт Минтон Робинсон предложил Брайану годовую пенсию в £500 (на то время — доход среднего класса) с условием, что Брайан полностью посвятит себя композиции. Считается, что Робинсон ожидал, что Брайан вскоре «встанет на ноги», зарабатывая творчеством, чего не случилось. Брайан взялся за несколько крупных произведений, но не старался их завершить, делая при этом ненужные траты вроде дорогих продуктов или поездки в Италию.
Брак композитора распался в 1917 из-за денежных споров и увлечения Брайана служанкой Хильдой Марией Хейворд. Композитор бежал в Лондон, где, несмотря на критику со стороны спонсора, продолжал получать часть пенсии. Композитор сожительствовал с Хильдой достаточно долго, обвенчавшись только после смерти жены в 1933 году. Хильда родила Брайану ещё пятерых детей. В Лондоне Брайан активно занимался композицией, хотя и жил почти в бедности. Во время Первой мировой войны пошёл добровольцем в артиллерию, но в активных боевых действиях не участвовал. Уволен в запас из-за травмы руки. До 1915 работал в офисе аудита Канадского экспедиционного корпуса. Семья композитора переехала в Эрдингтон, недалеко от Бирмингема, Уорикшир, а затем меняла места жительства по всему Суссексу. Брайан в конце концов получил работу, связанную с музыкой: переписывание нот и аранжировка, публиковал статьи в журнале «The British Bandsman». В 1927 году он получил должность помощника редактора журнала «Musical Opinion», переехал для этого в Лондон. Вышел на пенсию в 1940 году, полностью посвятив себя сочинению музыки. Позднее переехал в Шорхем-бай-Си.
Военный опыт дал композитору материал для первой оперы «Тигры». В 1920 вернулся к написанию симфоний, создав около десятка до того, как одна из них была исполнена в 50-х благодаря «открытию» композитора Робертом Симпсоном, композитором и продюсером Би-би-си, который попросил в 1954 Сэра Адриана Боулта подготовить Восьмую симфонию. Позднее Брайан написал ещё двадцать две симфонии и другие произведения.

## Музыка
Первое любительское исполнение самого известного произведения Брайана, написанного в 1919—1927 годах, Симфонии №1 «Готической», состоялось в 1961 под руководством Брайана Фейрфакса в Вестминстерском центральном холле. В 1966 году в Альберт-холле под управлением Боулта состоялось первое профессиональное исполнение. Это исполнение транслировалось в прямом эфире, и было первым знакомством с музыкой композитора для большинства слушателей. Музыка вызвала значительный интерес и к моменту смерти ещё несколько произведений композитора были исполнены и записаны. После смерти Брайана, пока Симпсон обладал влиянием в Би-би-си, было исполнено и записано ещё несколько произведений, опубликованы две биографии и трехтомник о симфониях.
К музыке Брайана проявил интерес только один крупный дирижёр — Леопольд Стоковский. Услышав «Трагическую симфонию», он заявил, что хотел бы исполнять произведения композитора. Результатом стала премьера в 1973 Симфонии № 28 на Би-би-си Новым филармоническим оркестром. Композитор Энтони Пейн писал в газете The Daily Telegraph: «Это было очаровательное событие — 91-летний дирижёр разучивал работу 91-летнего композитора».
В музыке Брайана чувствуется влияние Вагнера, Брукнера, Эльгара, Рихарда Штрауса, Малера и Баха. Брайан был органистом, как Бах и Брукнер. Органный репертуар сильно повлиял на композитора, и орган используется в нескольких его симфониях. Также сильное влияние оказала музыка для духовых оркестров — в произведениях часто используются медные духовые и размер марша. Часты скрипичные соло, что приписывается влиянию Викторианской музыки.